# Our Not-so-lonely Planet Travel Guide
Our Not-so-lonely Planet Travel Guide (jap. 僕らの地球の歩き方 Bokura no Chikyū no Arukikata) ist eine Manga-Serie von Mone Sorai, die seit 2020 in Japan erscheint. Die Geschichte erscheint unter anderem auch auf Deutsch und erzählt von einem schwulen Paar, das vor der geplanten Hochzeit eine Weltreise unternimmt. 

## Inhalt
Die jungen Männer Asahi Suzumura und Mitsuki Sayama bilden ein ungleiches Paar: Asahi ist pflichtbewusst, gewissenhaft und ernst, Mitsuki dagegen unbeschwert und gelegentlich chaotisch. Zusammen nehmen sich vor, die Welt zu bereisen – und nach der Rückkehr nach Japan zu heiraten. Auf ihrer Reise lernen sie viele verschiedene Menschen kennen, darunter auch schwule, transidente und andere queere Charaktere, sie erleben Kulturen, beeindruckende Landschaften und Sehenswürdigkeiten und regionale Küchen. Dabei lernen sie auch einander besser kennen und vertiefen ihre Beziehung. 

## Veröffentlichung
Die Serie erscheint seit 2020 im Magazin Mag Comi beim Verlag Mag Garden in einzelnen Kapiteln. Diese werden seit Juli 2020 auch gesammelt in bisher sechs Bänden veröffentlicht. Eine deutsche Ausgabe erscheint seit Juni 2025 in bisher zwei Bänden bei Manga Cult in einer Übersetzung von Jan Lukas Kuhn (Stand August 2025). Auf Englisch erscheint die Serie bei Tokyopop und auf Italienisch bei Edizioni Star Comics.